# Eagle Lake (Wisconsin)
Eagle Lake és una concentració de població designada pel cens dels Estats Units a l'estat de Wisconsin. Segons el cens del 2000 tenia 1.320 habitants.

## Demografia
Segons el cens del 2000, Eagle Lake tenia 1.320 habitants, 483 habitatges, i 351 famílies. La densitat de població era de 232,7 habitants per km².
Dels 483 habitatges en un 41,4% hi vivien nens de menys de 18 anys, en un 59,2% hi vivien parelles casades, en un 9,1% dones solteres, i en un 27,3% no eren unitats familiars. En el 20,1% dels habitatges hi vivien persones soles el 5,6% de les quals corresponia a persones de 65 anys o més que vivien soles. El nombre mitjà de persones vivint en cada habitatge era de 2,73 i el nombre mitjà de persones que vivien en cada família era de 3,19.
Per edats la població es repartia de la següent manera: un 29,5% tenia menys de 18 anys, un 7% entre 18 i 24, un 34,8% entre 25 i 44, un 21,4% de 45 a 60 i un 7,3% 65 anys o més.
L'edat mediana era de 35 anys. Per cada 100 dones de 18 o més anys hi havia 101,1 homes.
La renda mediana per habitatge era de 47.650 $ i la renda mediana per família de 47.800 $. Els homes tenien una renda mediana de 38.542 $ mentre que les dones 29.554 $. La renda per capita de la població era de 23.540 $. Aproximadament el 2,9% de les famílies i el 5,3% de la població estaven per davall del llindar de pobresa.

## Poblacions més properes
El següent diagrama mostra les poblacions més properes.